# NWA Iowa
National Wrestling Alliance of Iowa, kurz NWA Iowa, ist der Name einer ehemaligen US-amerikanischen Wrestling-Promotion, die in Waterloo, Iowa beheimatet war. Promotoren waren Paul „Pinkie“ George und dessen Bruder Andrew.
Die NWA Iowa war ein Gründungsmitglied der National Wrestling Alliance und wurde von George als lokale Promotion neben der nun übergeordneten NWA bis März 1959 weitergeführt. Im März 1959 musste der Betrieb auf Druck der NWA eingestellt und die Promotion geschlossen werden.

## Geschichte

### Vorgeschichte / Beitritt zur National Wrestling Association
Die Vorgeschichte der Promotion begann 1902. Am 2. Februar 1907 wurde in Fairfield ein Tournament um die neugeschaffene Iowa Heavyweight Championship ausgetragen und von Shane Hollister gewonnen.
Ca. 1930 übernahm der Wrestler Paul „Pinkie“ George die Promotion. George wurde nun der lokale Promotor und Booker für das Territorium Iowa. George trat unter dem Banner von National Wrestling Association of Iowa (NWA Iowa) der National Wrestling Association bei und wurde auch regionaler Vertreter der State Athletics Commission of Iowa.
Er splittete nun die NWA Iowa in zwei Suborganisationen. Es entstanden nun die NWA Iowa (Des Moines), die von Paul George geleitet wurde, und die NWA Iowa (Waterloo), die unter der Kontrolle von Andrew George stand. Paul George geriet jedoch schnell mit Tom Packs aneinander, der die National Wrestling Association autoritär wie ein Syndikat führte und vom Booking-Komitee der NWA keinerlei Widerspruch duldete.
Um dem nun entgegenzuwirken, wurde 1935 das Territorium der American Wrestling Association in die NWA aufgenommen. Deren Promotor Paul Browser wurde nun als zweiter Booker der NWA Packs an die Seite gestellt. Obgleich Packs und Browser als gleichberechtigte Partner die National Wrestling Association leiten sollten, konnte letzterer nicht gegen Packs durchsetzen. So war Browser schließlich nur für das Booking in Massachusetts, Minnesota und im Nordosten zuständig. Der gesamte mittlere Westen, und damit auch Iowa, stand weiterhin unter der Kontrolle von Tom Packs.

### Einführung des „Alliance“-Banners
1940 wurde in der NWA der autoritäre Führungsstil Tom Packs’ von einigen Promotoren offen kritisiert. So zum Beispiel von Orville Brown, der in den sogenannten „Central States“, genauer in Columbus, Ohio agierte und sich mit einigen anderen Promotoren wie George Simpson, seinem Mentor, zusammentat. So wurde im benachbarten Kansas erstmals unter dem neuen Banner von National Wrestling Alliance zuveranstaltet.
Diese Koalition, die ihren Sitz in Kansas City hatte, wurde unter anderem von Orville Brown und Al Haft unter dem Banner der „Alliance“-NWA veranstaltet. Nach einer Veranstaltung Browns in Iowa, die 1940 unter dem „Alliance“-Banner veranstaltet wurde, begann Paul George allmählich auch, dieses in Iowa zu benutzen.

### National Wrestling Alliance of Iowa
Im Januar 1941 reorganisierte Paul George seine Promotion offiziell in das Banner National Wrestling Alliance of Iowa und die in Wichita beheimaten Promotoren Max Bauman, Norris Stauffer, Johnny Apt, Billy Sandow und Perry Bash veranstalteten ab dem 24. Februar 1941 unter dem Banner von National Wrestling Alliance of Kansas (NWA Kansas).
Mit der Bezeichnung Alliance im Banner wollten Brown, George, Haft und all die anderen anzeigen, dass diese neue NWA eine Föderation, ein loser Zusammenschluss gleichberechtigter Partner war und damit nun offen Packs‘ Führungsstil in der NWA infrage stellten. Durch eine geschickte Vermarktungspolitik konnte die „Alliance“-NWA sich in der Öffentlichkeit einen gewissen Namen erarbeiteten, zumal sie nun regelmäßig in der lokalen Presse vertreten war. Sie erschien als ein Affiliate von Midwest Wrestling Association und wurde als Midwest Wrestling Alliance bezeichnet.
Am 1. September 1943 ging George Paul zum offenen Angriff gegen Tom Packs vor, als er nun in dessen Stammterritorium Missouri, genauer bei einem Turnier in St. Louis, auftauchte. Paul erklärte Missouri zum Einflussgebiet der NWA Iowa. Tom Packs’ Promotion, die Northwest Association, die in Missouri als NWA St. Louis agierte, war bereits in Zahlungsschwierigkeiten geraten. Nach und nach löste die „Alliance“ die National Wrestling Association im mittleren Westen ab.

### Re-Organisation der National Wrestling Association
Im Sommer 1948 lud Paul George sechs bedeutende Promotoren der sogenannten Major Promotions nach Waterloo, Iowa ein.
Da bei diesem am 18. Juli 1948 stattfindenden Treffen es um die National Wrestling Association und vor allem um die Frage ihrer Re-Organisierung ging, wurde auch Tom Packs dazu eingeladen. Doch dieser war daran nicht interessiert und verkaufte, inzwischen hoch verschuldet, sein Territorium für rund 360.000 US$ an ein Konsortium, dem auch der Wrestler Lou Thesz angehörte.
Thesz hatte in den Augen der Promotoren keinerlei Mitspracherecht, da die Einbeziehung der NWA an diesem Gedankenaustausch nur an Packs gerichtet war. Dennoch waren die anwesenden Vertreter der National Wrestling Association als Zuhörer geduldet und es wurde gemeinsame Storylines für beide NWAs ausgearbeitet, die letztendlich auf eine Fusion der beiden ausgerichtet waren.

### Gründung der National Wrestling Alliance
Das die NWA reformiert werden sollte, darüber waren alle anwesenden Promotoren einig. Aber es gab auch Unterschiede: Paul George wollte im Grunde nur, dass die erneuerte NWA ein zentrales Booking-Bureau der gemeinsamen Wrestler und das die NWA nur regional tätig sein sollte. Mit dieser Forderung stand George ziemlich isoliert dar. Die eingeladenen Promotoren, vor allem Sam Muchnick mit seiner finanzstarken Promotion, forderten die nationale und globale Ausdehnung der NWA.
Aber alle Anwesenden waren sich darüber einig, dass diese neue NWA nun unter dem Banner der National Wrestling Alliance laufen würde und das es innerhalb der NWA nur einen NWA Heavyweight Champion geben dürfe, dessen Titel in den Rang eines World Title aufzuwerten sei. 
1948 bestand im mittleren Westen der USA das Paradoxon, dass in einer Region zwei NWA-Titel ausgetragen und verteidigt wurden. Auf dem Julitreffen wurde auch ein Grundsatzprogramm und ein zweites Treffen im September beschlossen. Dieses fand am 25. September 1948 in Minneapolis statt und lag im Territorium des Promotors Paul Browsers und seiner American Wrestling Association. Paul George wurde nun von den anwesenden Promotoren zum Präsidenten ernannt und das im Juli beschlossene Grundsatzprogramm wurde erweitert und das Territorialprinzip der Promotoren zementiert.

## Ergebnis des Juli- und Septembertreffens
Um die strengen US-Kartellrechte zu umgehen, wurde in Waterloo, Iowa beschlossen, das die NWA-Suborganisationen ihre Veranstaltungen nur unter dem Banner der National Wrestling Alliance zu führen haben, da die NWA nun ein Zusammenschluss gleichberechtigter Partner sei.
In den Mitgliedsterritorien, den NWA-Regionen, wurden dementsprechend keine offiziellen NWA-Vertretungen eröffnet, sondern die dort beheimatete Major Promotion führte die Funktion eines NWA-Büros aus.
Diese NWA-Büros dienten auch zur Überwachung des beschlossenen Territorialprinzips, da alle NWA-Turniere einer Region über das zuständige NWA-Büro genehmigt werden mussten.

## Mitglieder des Board Of Directors vom 25. September 1948
Seit dem zweiten NWA-Treffen umfasste das Board Of Directors folgende Personen:
1. Paul George (Des Moines)
2. Orville Brown (Kansas City)
3. Tony Stecher (Minneapolis)
4. Sam Muchnick (St. Louis)
5. Max Clayton (Omaha)
6. Fred Kohler (Chicago)
7. Al Haft (Columbus, Ohio)
8. Harry Light (Detroit)